# Vijfhoekige orthogonale dubbelkoepel
Een vijfhoekige orthogonale dubbelkoepel is in de meetkunde het johnsonlichaam J30. Deze ruimtelijke figuur kan worden geconstrueerd door twee vijfhoekige koepels J5 met hun congruente grondvlakken op elkaar te plaatsen. Hetzelfde geldt voor een gedraaide vijfhoekige dubbelkoepel J31, maar het verschil is dat beide vijfhoekige koepels in de twee figuren 36° verschillend ten opzichte van elkaar zijn gedraaid.
De 92 johnsonlichamen werden in 1966 door Norman Johnson benoemd en beschreven.
- (en)  MathWorld. Pentagonal Orthobicupola.